# Statura

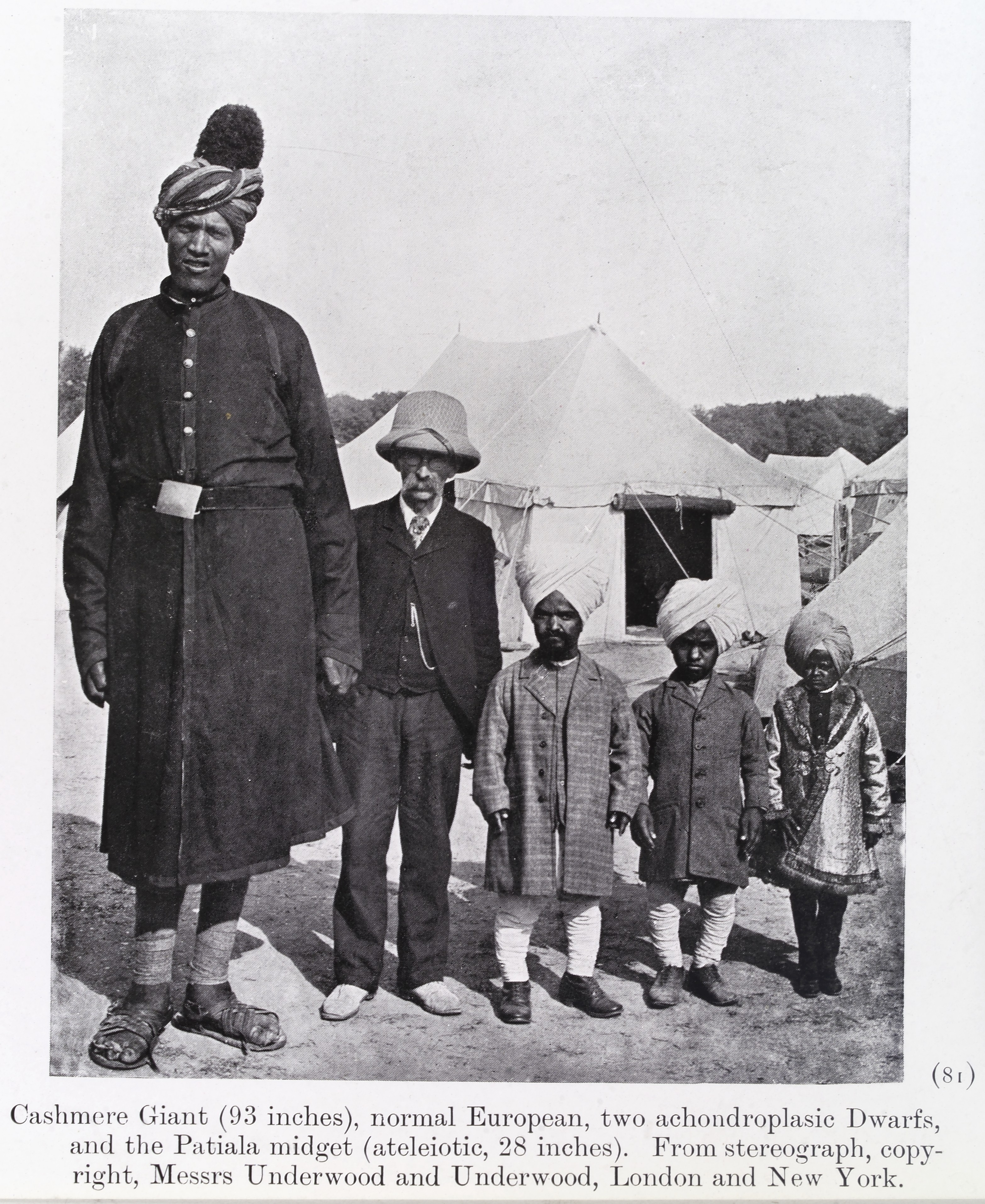
Un gigante del Kashmir, alto. Alla sua sinistra un europeo, due nani acondroplasici e un nano ateleiotico di Patiala (città del Punjab), alto.

La statura (dal latino statura[m], da status, "stato", "condizione") o altezza è la misura di lunghezza del corpo umano tra la pianta dei piedi e il vertex (o vertice, il punto più alto della testa). La sua rilevazione si effettua posizionando il capo in maniera da rendere orizzontale un piano ideale che passa per i forami uditivi e per il margine inferiore dell'orbita oculare sinistra.
Carattere somatico che esprime l'ordine di grandezza del parametro massimale del corpo umano, la statura è costituzionale, dovuta a fattori genetici e ambientali multipli: varia in rapporto all'etnia, agli individui, alle ore del giorno, alle fasi della vita ed è espressione dell'accrescimento somatico, al termine del quale in condizioni fisiologiche varia tra i limiti di circa 145 cm a circa 200 cm, con oscillazioni estesissime a seconda dell'etnia: il limite inferiore può essere ampiamente superato, come per esempio nei pigmei. Pertanto, limiti antropologici più analitici della norma umana sono quelli compresi nell'intervallo 125 cm-199 cm.

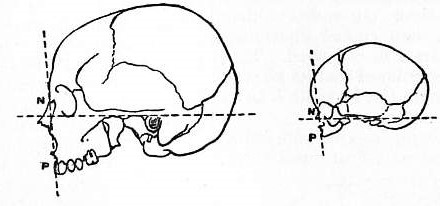
Piano tra meato uditivo esterno e orbita oculare nel cranio di un adulto e di un infante.

## Misurazione

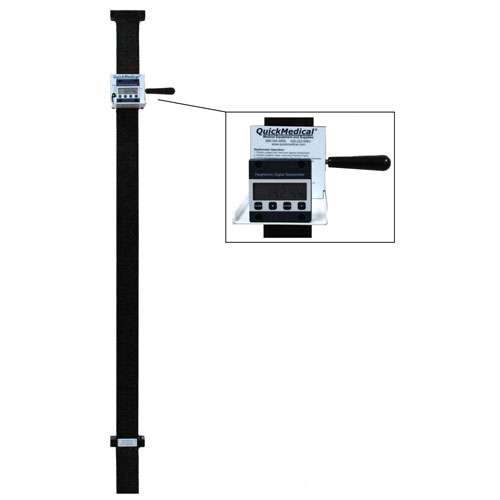
Un antropometro (o statimetro) per la misurazione della statura umana.

La misurazione della statura può essere ottenuta con le unità del sistema metrico decimale (metro, centimetro o millimetro) o del sistema imperiale britannico. In passato erano adoperate altre forme di misurazione, quali i piedi e i pollici, dai valori diversi a seconda del luogo in cui erano in uso.
Detta misura si ottiene con uno statimetro (o antropometro), strumento composto da una barra verticale graduata e da una branca mobile perpendicolare alla barra e su questa scorrevole, che viene appoggiata sul vertex. Altri metodi di misurazione si effettuano a ridosso di una parete verticale priva di battiscopa, utilizzando un metro ripiegabile o a nastro avvolgibile e una squadra ad angolo retto (che sostituisce la branca mobile), fatta scivolare parallelamente alla parete. Il soggetto va misurato scalzo; la misurazione, inoltre, non considera la capigliatura e va effettuata dopo aver permesso alle vertebre della spina dorsale del soggetto di rilassarsi e dilatarsi, lasciando che questi dorma per le necessarie ore e comodamente, dunque la mattina (altezza reale); la statura non è infatti costante: varia a seconda dell'ora del giorno (mattino o sera) o dell'affaticamento del soggetto. Poiché si tratta di differenze di qualche centimetro (fino a 3 cm), è bene ricordare le circostanze del rilevamento.
La misura sui documenti individuali viene approssimata al centimetro: un valore maggiore di 164,5 cm e minore di 165,5 cm si approssima a 165 cm.

## Classificazioni delle stature

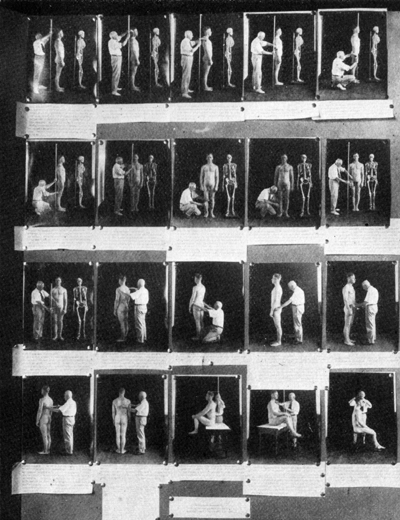
Misure antropometriche durante la seconda esposizione internazionale di eugenetica che si tenne dal 22 settembre al 22 ottobre 1921, in connessione con il Secondo Congresso Internazionale di Eugenetica nell'American Museum of Natural History di New York (Baltimora: William & Wilkins Co., 1923).

## Distribuzione delle stature

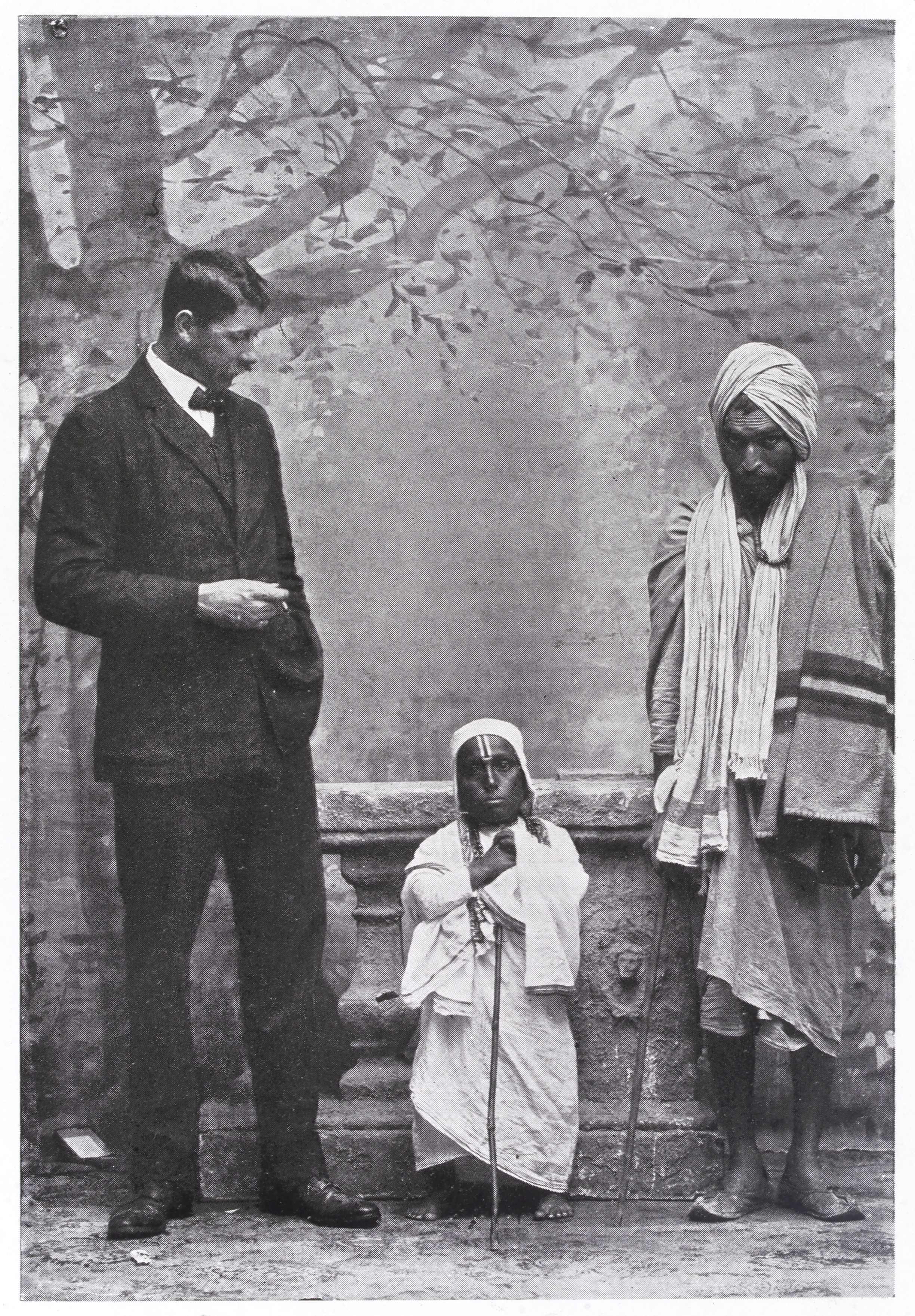
Da sinistra a destra, un europeo di statura molto alta:, un indiano di 48 anni di statura nanoide: e un fachiro di statura sopra la media di Martin-alta:.